# Григорий Турски
Григорий Турски (на френски: Grégoire de Tours; на латински: Gregorius Turonensis; Gregor von Tours, Georgius Florentius; * 30 ноември 538 г. или 539 г. в Риом до Клермонт-Феранд, регион Оверн † вер. 17 ноември 594 г. в Тур) е епископ на Тур, историк и агиограф.
Неговите прочути „Десет книги Истории“ са най-важни извори за времето между късната античност и ранното средновековие.
Григорий се казва в началото Георгий Флоренций (Georgius Florentius). Роден е като трето дете в аристократична сенаторска галско-римска фамилия от Оверн. Баща му Флоренций и дядо му Георгий са сенатори.
Баща му Флоренций умира рано, майка му Арментария го отглежда в Cavaillon в регион Прованс-Алпи-Лазурен бряг, после е при чичо си по баща Гал (Gallus, † 551), който е епископ на Клермонт. Григорий става духовник още преди да умре чичо му.
Григорий умира в края на 594 г. в Тур, вероятно на 17 ноември, който е негов възпоменателен ден. В Тур и Клермонт е почитан като Светия.
Григорий пише „Десет книги истории“ (Decem libri historiarum). Оригинал от тях няма, но обширното произведение съществува в повече от 50 средновековни преписи. Най-старите от тях са от 7 век и не са пълни и без грешки. Достоверните преписи са от 11 век.
Това е християнска универсална история от създаването на света до кралете на франките през 6 век и често се нарича Historia Francorum, „История на франките“.
Написани са на ранно-средновековен вулгарен латински (sermo vulgaris) или Простонароден латински език.

## Други произведения на Григорий Турски
- Libri octo miraculorum (Осем книги на чудесата), сборник за живота на галски Светии

Книга 1: Liber in gloria martyrum (Книга за славата на Мъчениците)
Книга 2: Liber de passione et virtutibus sancti Iuliani martyris (Книга за мъките и чудесата na Св. Мъченик Julianus), за Julianus от Brioude
Книги 3 – 6: Libri IV de virtutibus sancti Martini (Четири книги за чудесата на Св. Мартин)
Книга 7: Liber vitae patrum (Книга за живота на бащите), съдържа двадесет жизнени описания за Светии главно от областта на Клермонт унд Тур
Книга 8: Liber in gloria confessorum (Книга за славата на вярващите)
- Liber de miraculis beati Andreae apostoli (Книга за чудесата на Свети Апостол Андреас), написана малко преди 593 г.
- Passio sanctorum septem dormientium apud Ephesum (Мъките на Светите седем заспали от Ефесос), едно описание на латински на ориенталската легенда за Седемте заспали
- De cursibus ecclesiasticis (също De cursu stellarum ratio), едно произведение за наблюдението на движението на звездите за остановяване на времето за молитви; написана през 575 – 582 г.
- In psalterii tractatum commentarius (Псалми коментар; от това произведение са останали само фрагменти)